# JCSAT-3A
JCSAT-3A (vormals JCSAT-10) ist ein kommerzieller japanischer Kommunikationssatellit. Am 11. August 2006 wurde er von einer Trägerrakete des Typs Ariane 5 in den Weltraum transportiert.
JCSAT-3A hat eine Masse von ungefähr 4.050 Kilogramm. Er wurde von einer Ariane 5, zusammen mit Syracuse 3B, im GTO ausgesetzt und danach im GEO auf der Position 128° Ost stationiert. Der Satellit hat die Aufgabe, das japanische Telekommunikationsunternehmen JSAT Corporation bei den Dienstleistungen in der Asien-Pazifik-Region und Hawaii zu unterstützen, vor allem soll der Satellit JCSAT-3 abgelöst werden, weshalb auch der Namen nach dem Start von JCSat-10 in JCSat-3A geändert wurde. Der Satellit hat ein Mischrelais-Paket von 30 Ku-Band-Transpondern und von 12 C-Band-Transpondern an Bord.
Hergestellt wurde der Satellit von der Firma Lockheed Martin auf Grundlage des A2100AX-Satelliten-Bus.

## Sonstige Satelliten
Ein weiteres Modell der JCSat-Serie – JCSAT-11 – sollte am 5. September 2007 mit einer Proton-M/Bris-M-Rakete starten. Der praktisch baugleiche Satellit (gleiche technische Daten bis auf die Masse von 4007 kg) sollte als Reservesatellit für die JCSat-Reihe dienen. Durch einen Fehler der Rakete explodierte diese in der 139. Flugsekunde in einer Höhe von 76 Kilometern, wobei auch der Satellit verloren ging.
Als Ersatz wurde unmittelbar darauf der baugleiche JCSAT-12 bei Lockheed Martin bestellt. Dieser wurde am 21. August 2009 um 22:09 GMT mit einer Ariane 5ECA in Kourou vom Startplatz ELA-3 zusammen mit dem australischen Satelliten Optus D3 gestartet. Nach dem erfolgreichen Start wurde er in JCSAT-RA umbenannt und diente als Reserve für den inzwischen inaktiven JCSAT-R.
Die Firma erhielt im April 2009 auch den Auftrag für den Bau eines modifizierten Satelliten JCSAT-13, der 2012 gestartet wurde.